# Kolonialdenkmal (Braunschweig)

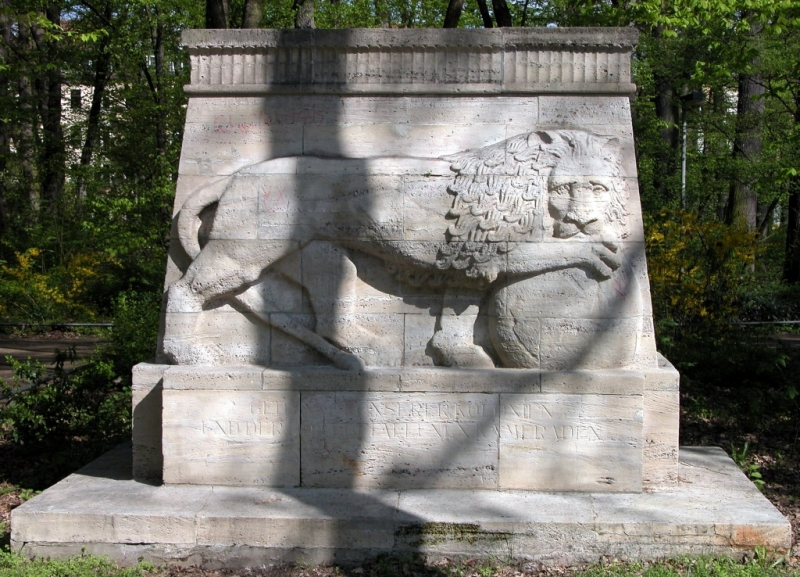
Kolonialdenkmal in Braunschweig

Das Braunschweiger Kolonialdenkmal wurde am 14. Juni 1925 im Stadtpark an der heutigen Jasperallee errichtet, wo es sich noch heute befindet.

## Verein ehemaliger Ostasiaten und Afrikaner
Der nach dem Ersten Weltkrieg in Braunschweig ansässige „Verein ehemaliger Ostasiaten und Afrikaner“, eine Vereinigung von 75 ehemaligen Angehörigen der deutschen Kolonialtruppen, hatte Spendengelder für dieses Denkmal gesammelt. Der Anlass für die Errichtung war deutlich politischer Natur: Nach dem verlorenen Weltkrieg und den dadurch ebenfalls verlorenen deutschen Kolonien sollte dieser sowie der dort gefallenen deutschen Soldaten gedacht und ihr Andenken wachgehalten werden.

## Entwurf und Ausführung

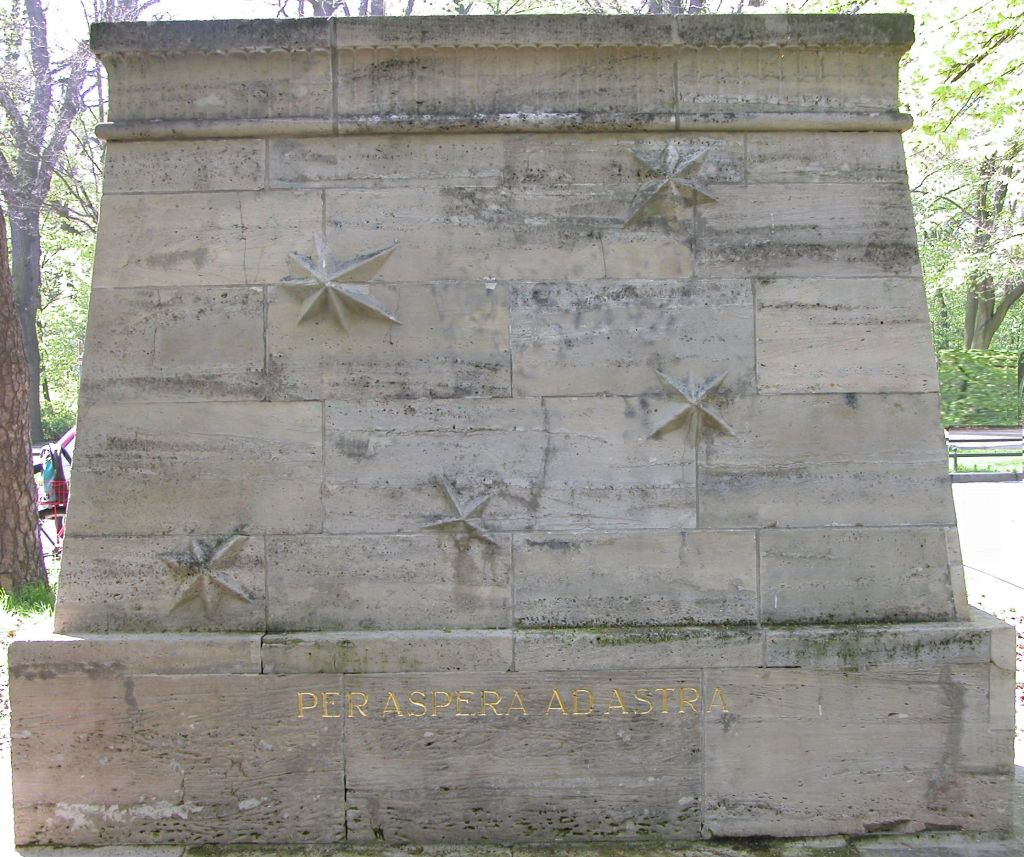
Rückseite mit dem Kreuz des Südens

Der Entwurf für das Denkmal stammt von dem Architekten, Maler und späteren Professor an der TH Braunschweig Herman Flesche, ausgeführt wurde es in Stein von Bildhauer Jakob Hofmann, der zur selben Zeit wie Flesche Professor an TH Braunschweig war.
Auf der Frontseite ist ein Löwe (eventuell der Braunschweiger Löwe) zu sehen, dessen rechte Pranke auf der Weltkugel ruht. Unten auf dem Sockel ist die Inschrift: „Gedenkt unserer Kolonien und der dort gefallenen Kameraden“ zu lesen. Auf der Rückseite befindet sich das Sternbild Kreuz des Südens sowie darunter der Wahlspruch „Per aspera ad astra“ („Durch Mühsal zu den Sternen“). Auf den beiden Schmalseiten sind zahlreiche deutsche Kolonien aufgelistet: Togo (= Togoland), Kamerun, Südwestafrika (= Deutsch-Südwestafrika), Ostafrika (= Deutsch-Ostafrika), Neuguinea (= Deutsch-Neuguinea), Samoa-Inseln, Kiautschou, Insel Yap, Palau-Inseln, Karolinen-Inseln, Insel Ponape, Insel Nauru, Marianen-Inseln, Marshall-Inseln.

## Kritik
Im Vorfeld der Aufstellung des Denkmals erschien am 1. April 1925 in der Braunschweigischen Landeszeitung ein Artikel, aus dem folgender Ausschnitt stammt:

„… Um den Gedanken an unsere Kolonien wachzuhalten und das Interesse dafür im deutschen Volke zu wecken, vor allem aber auch um unseren weitab von der Heimat im fremden Weltteil gefallenen Helden, die im gleichen Kampfesmut bis zum Ende für unsere heißumstrittenen Kolonien gekämpft und gelitten haben, sinnbildlich monumental Unsterblichkeit zu verleihen …“

Intention des Denkmals wie auch des Artikels zeigen deutlich, dass Teile der deutschen Bevölkerung, insbesondere des Militärs und des (Groß-)Bürgertums, die Niederlage Deutschlands, den Verlust seiner Machtposition in Europa und der Welt auch sieben Jahre nach Kriegsende (immer) noch nicht akzeptierten, sondern vielmehr versuchten, den Status quo ante bellum wiederherzustellen, indem die „gute alte Zeit“, nämlich das Kaiserreich, insbesondere der von diesen Bevölkerungsschichten gelebte Wilhelminismus, herbeigesehnt wurde.
Dies zeigt sich schließlich auch an der Auswahl des Aufstellungsortes (1936 geringfügig versetzt) im Stadtpark am oberen Ende der „Kaiser-Wilhelm-Straße“, wie diese Straße bis 1928 und wieder zwischen 1933 und 1945 hieß. Heute heißt sie „Jasperallee“. Seit einigen Jahren befindet sich vor dem Denkmal eine Metalltafel, die dem Betrachter die Entstehungsgeschichte sowie die Kritik am Denkmal aus heutiger Sicht erläutert.
Seit Ende des Zweiten Weltkrieges steht das Denkmal immer wieder in der Kritik, zuletzt im Juli/August 2006.  Schüler und Lehrer der nahe gelegenen Integrierten Gesamtschule Franzsches Feld verhüllten in einer vom Kulturinstitut der Stadt Braunschweig initiierten und von diesem unterstützten Aktion das Denkmal mit Laken, um Passanten anzuregen, „denk mal“ wörtlich zu nehmen und sich mit diesem Symbol des Kolonialismus auseinanderzusetzen. Die erste Verhüllung fand im Juli statt, doch wurde das Laken bereits kurz darauf von Unbekannten zerstört. Vom 18. August bis zum 5. Oktober 2006 wurde das Standbild deshalb erneut verhüllt.